# Stralau

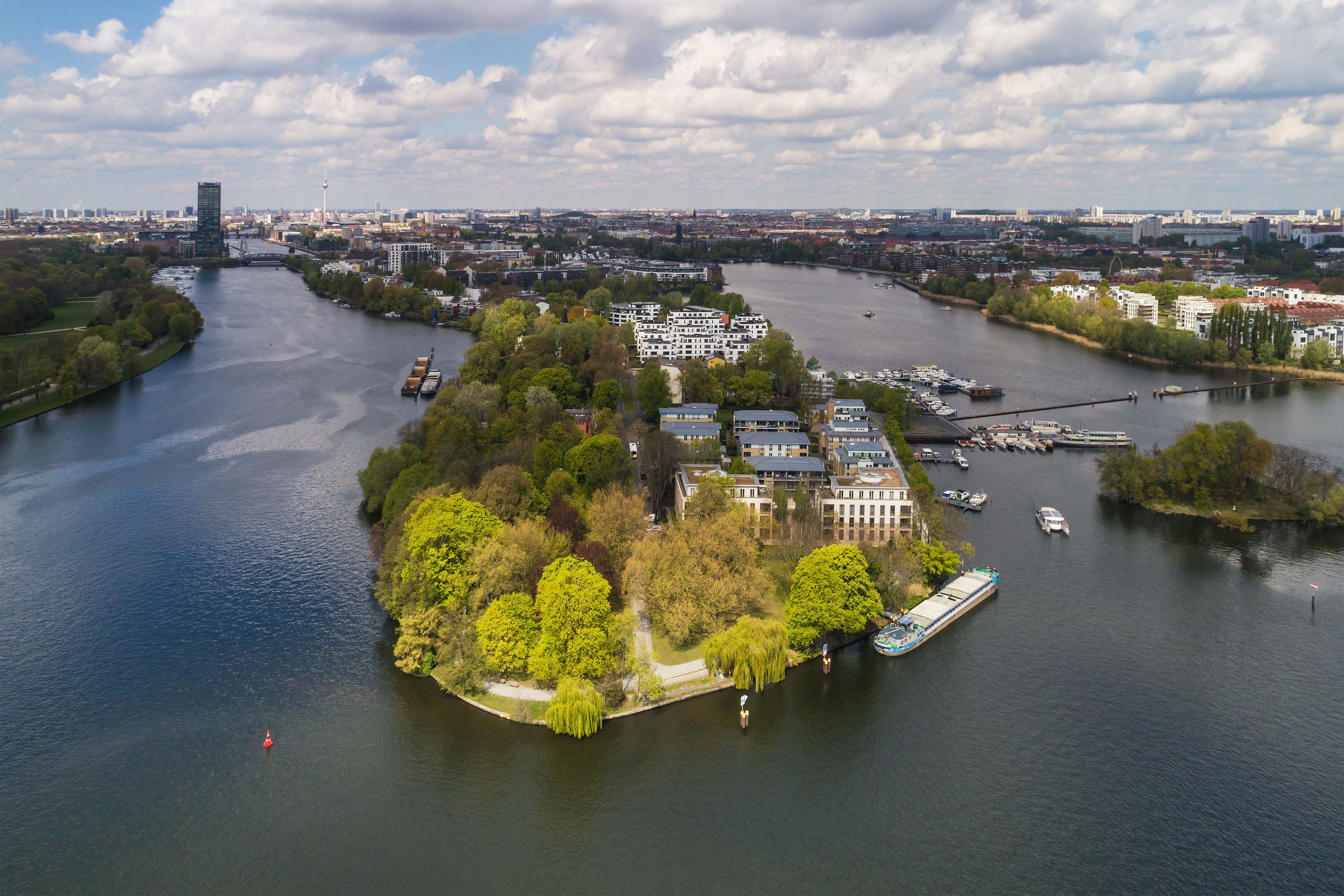
Stralau

Stralau är en bebyggd halvö i floden Spree, belägen i stadsdelen Friedrichshain i Berlin, och därmed en del av stadsdelsområdet Friedrichshain-Kreuzberg.  Stralau har omkring 3 000 invånare.

## Historia

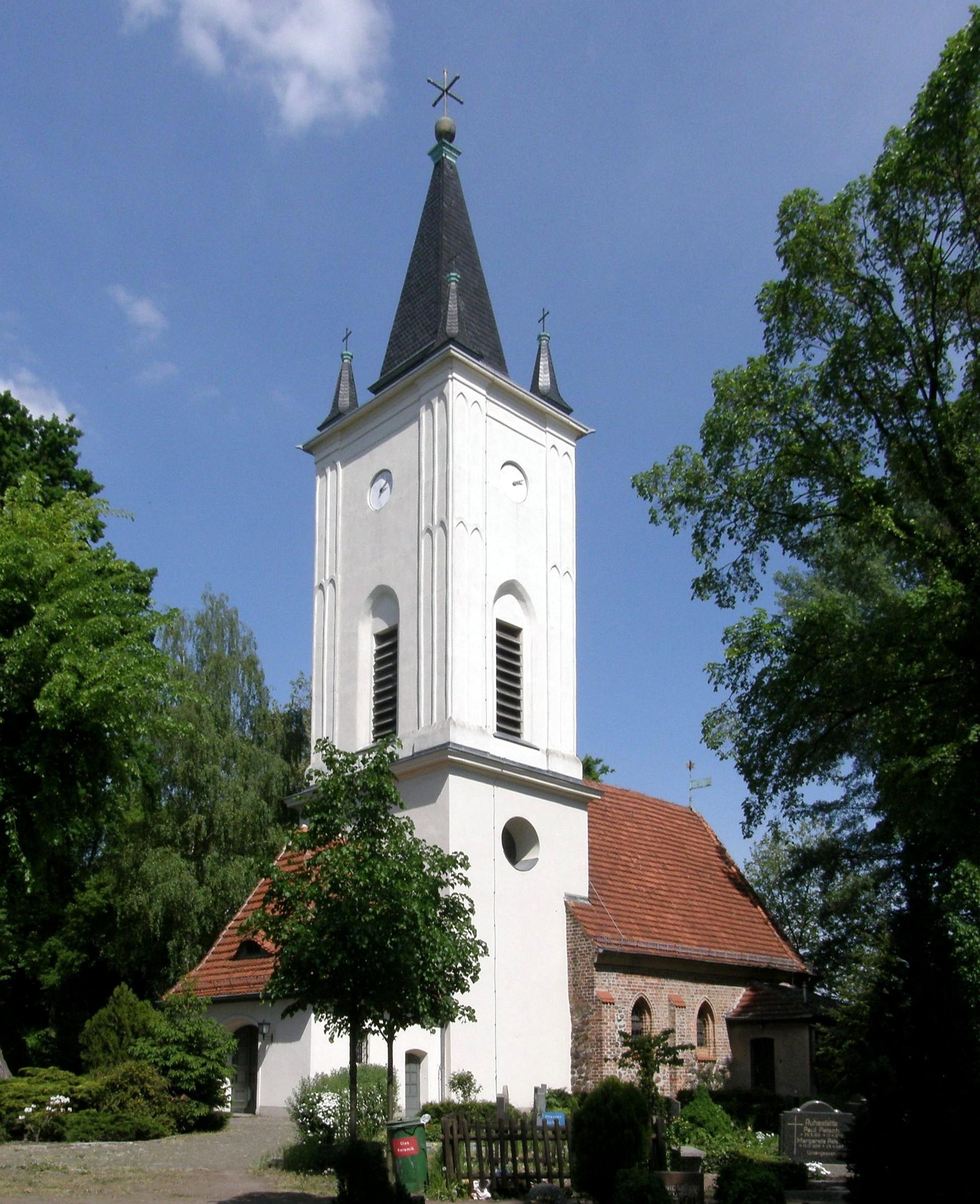
Bykyrkan i Stralau

Arkeologiska fynd har visat att området var bebott redan under stenåldern.  Sedan medeltiden låg en fiskarby, Stralow, på halvön mellan floden Sprees huvudfåra och Rummelsburger See.  Byn omnämns först omkring mitten av 1200-talet.  De äldsta delarna av bykyrkan i Stralau härstammar från mitten av 1400-talet.  Efter hand växte byn samman med staden Berlin och bebyggdes med industrier och stadskvarter under 1800-talet och början av 1900-talet.  Stralau var ett tidigt centrum för tysk kappsegling under 1800-talet.
1920 införlivades byn i staden Berlin och stadsdelen Friedrichshain.  
I samband med Berlins ej framgångsrika kandidatur till sommar-OS 2000 genomfördes trots misslyckandet flera byggprojekt i området, som planerades bli olympiabyn.
Bland Stralaus mer kända invånare räknas Karl Marx, som under sin studenttid 1837 hyrde ett rum på adressen Alt-Stralau 25 under några månader.  1964 lät DDR-regeringen inviga ett monument över Marx i närheten av denna plats.
Fram till 1990 fanns en stor bryggeriverksamhet i Stralau som bryggde ölet Engelhardt (VEB Engelhardt).